# Jingxings gruvdistrikt
Jingxings gruvdistrikt är ett gruvdistrikt som lyder under Shijiazhuang i Hebei-provinsen i norra Kina. Det är en enklav, omgivet av häradet Jingxing.